# Вилківська міська територіальна громада
Вилківська міська територіальна громада — територіальна громада в Україні, у Ізмаїльському районі Одеської області. Адміністративний центр — місто Вилкове. 
Утворена рішенням Одеської облради від 18 липня 2017 року в рамках адміністративно-територіальної реформи 2015–2020 років в результаті добровільного об'єднання Вилківської міської ради із Десантненською і Мирнівською сільськими радами. У той час носила назву «Вилківська міська об'єднана територіальна громада». Розпорядженням КМУ від 12 червня 2020 р. до складу громади долучено Приморську сільську раду.. До 18 липня 2020 року територія громади входила до складу Кілійського району, а після укрупнення районів стала частиною Ізмаїльського району.
Площа — 479.71 км², населення — 12 883 мешканців (2020).
Перші вибори відбулися 29 жовтня 2017 року.
15 липня 2025 року, відповідно до наказу №1151 Міністерства розвитку громад та територій України, територія громади входить до оновленого переліку територій бойових дій.  

## Адміністративно-територіальний устрій
До складу громади входять місто Вилкове, чотири села — Десантне, Мирне, Новомиколаївка й Приморське, та селище Біле:
- Вилківська міська рада (місто Вилкове та селище Біле)
- Десантненський старостинський округ (села Десантне та Новомиколаївка)
- Мирненський старостинський округ (село Мирне)
- Приморський старостинський округ (село Приморське)

## Географічне розташування
Громада розташована в південно-західній частині України, на південному сході Одеської області. На заході межує з Кілійською міською громадою Ізмаїльського району, на півночі — з Татарбунарською міською громадою Білгород-Дністровського району. З півдня громада обмежена державним кордоном з Румунією по річці Дунай. Зі сходу омивається Чорним морем.

### Гідрографія
Гідрографічна мережа представлена озерами, лиманами, штучними водоймами, каналами і водоводами:
- великі річки: Дунай, зокрема гирла Анкудинове, Білгородське, Відніжне, Гнеушеве, Кілійське, Лебединківське, Лімба, Мусунське, Новостамбульське (Бистре), Очаківське, Пісчане, Полуденне, Полуночне, Прорва, Старостамбульське, Східне, Циганське та рукави Прямий та Соломонів

Річкові острови в дельті Дунаю: Анкудинів, Білгородський, Гнеушів, Кілімбейка, Курильські (Курильські мілини, Лебединка), Лімба, Кубанський, Кубану, Нова Земля, Очаківський, Північний, Піщаний, Полуденний, Прорвін, Пташина коса, Стамбульський, Циганки, Шабаш та Таранова коса.
Острів у Чорному морі: Зміїний
Заповідники: частково Дунайський біосферний заповідник.

## Поштові індекси та телефонні коди
| Населений пункт | Поштовий індекс | Телефонний код |
| --------------- | --------------- | -------------- |
| Біле            | 68355           | + 380 4843     |
| Вилкове         | 68355           | + 380 4843     |
| Десантне        | 68341           | + 380 4843 44  |
| Мирне           | 68340           | + 380 4843 38  |
| Новомиколаївка  | 68342           | + 380 4843 44  |
| Приморське      | 68350 – 68352   | + 380 4843 34  |

## Галерея

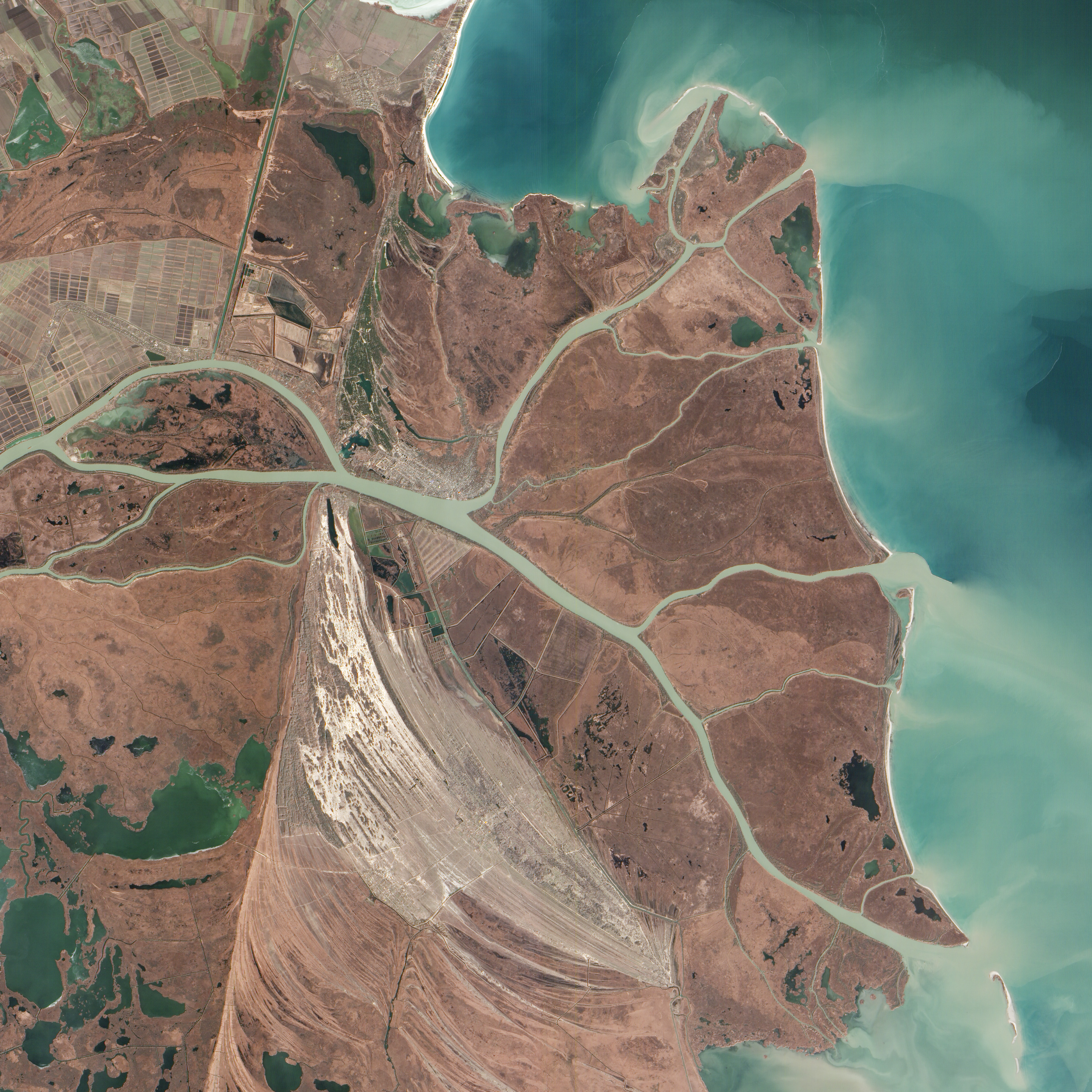
Супутниковий знімок дельти Дунаю, створений НАСА під час зондування Землі 5 лютого 2013 року
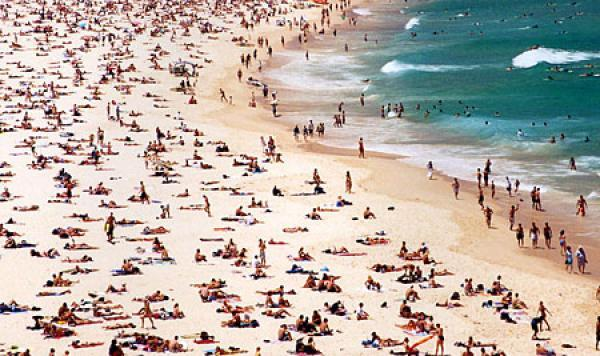
Піщаний пляжний курорт у Приморському на узбережжі Жебріянської бухти
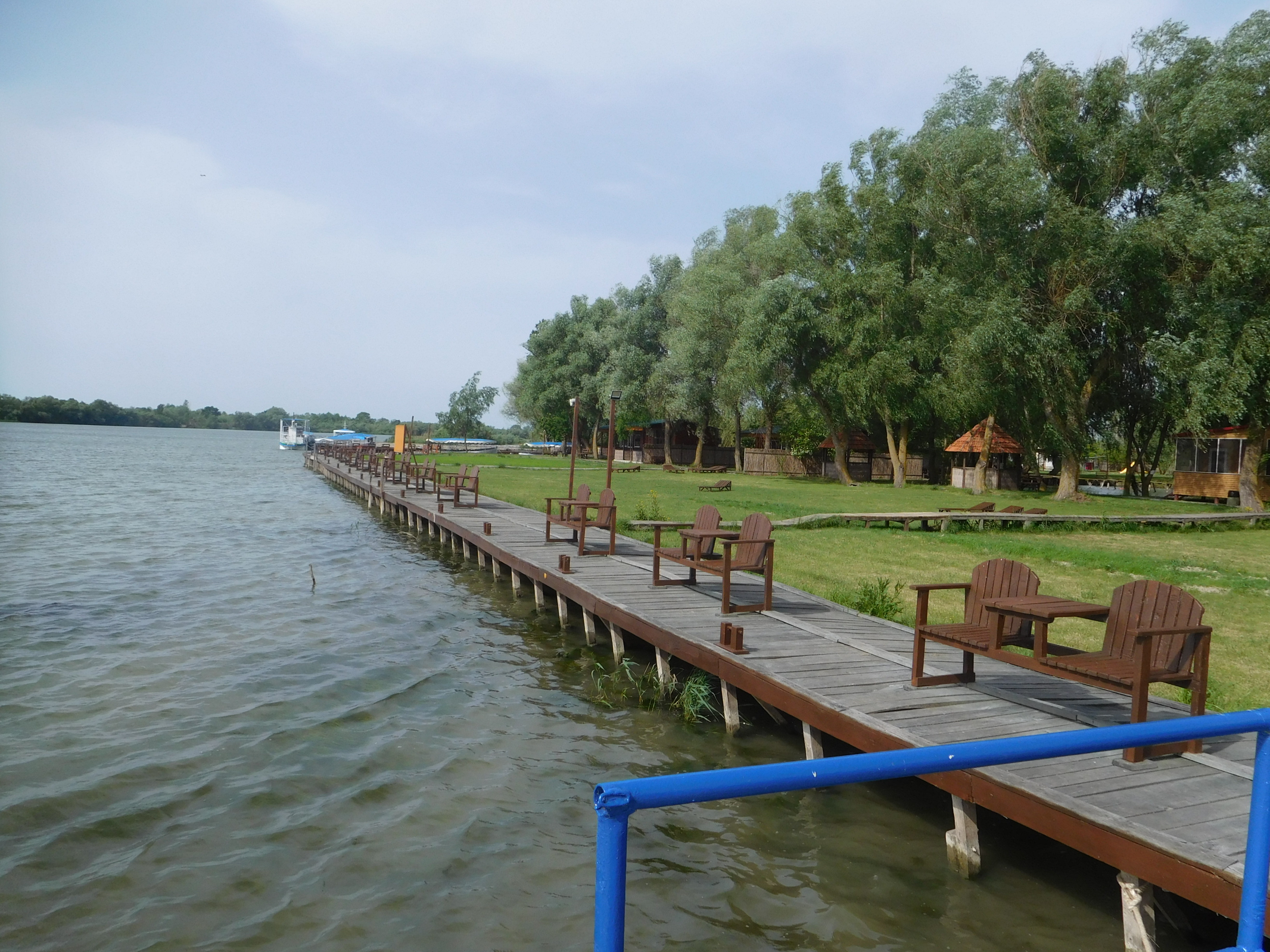
Нудистський пляж Вилкова на узбережжі Очаківського гирла Дунаю, найпопулярніше місце відпочинку серед місцевих
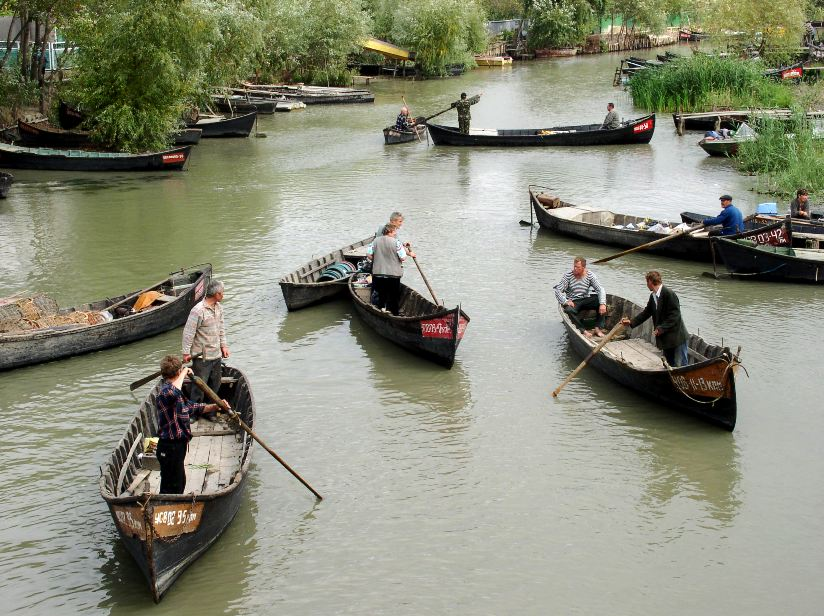
Головний водний коридор Вилкова Білгородський канал, який ділить місто на дві частини: материкову та острівну
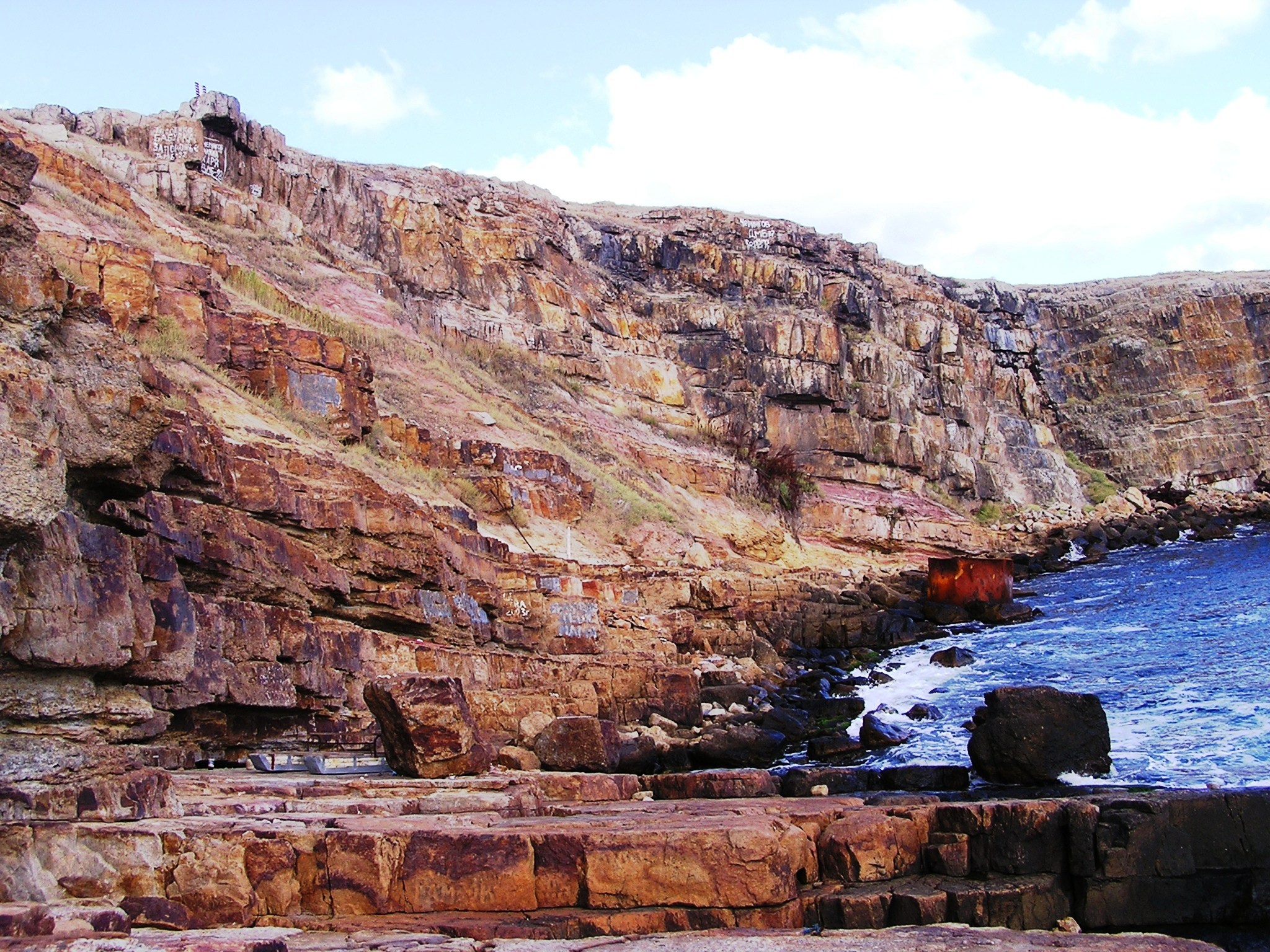
Скелясте узбережжя острова Зміїний у Чорному морі
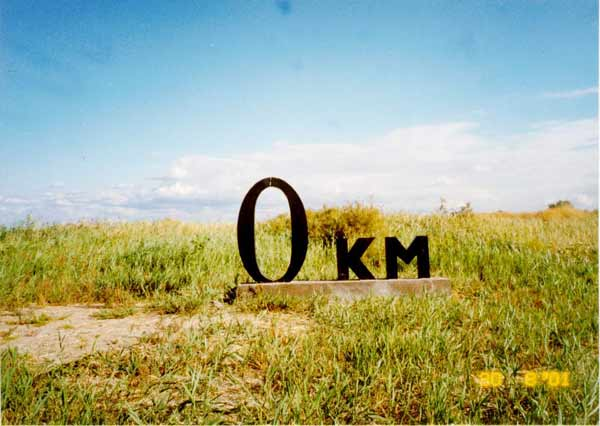
Монумент «Нульовий кілометр», звідси починається відлік протяжності Дунаю. Його періодично переносять далі до моря через постійний намив піску
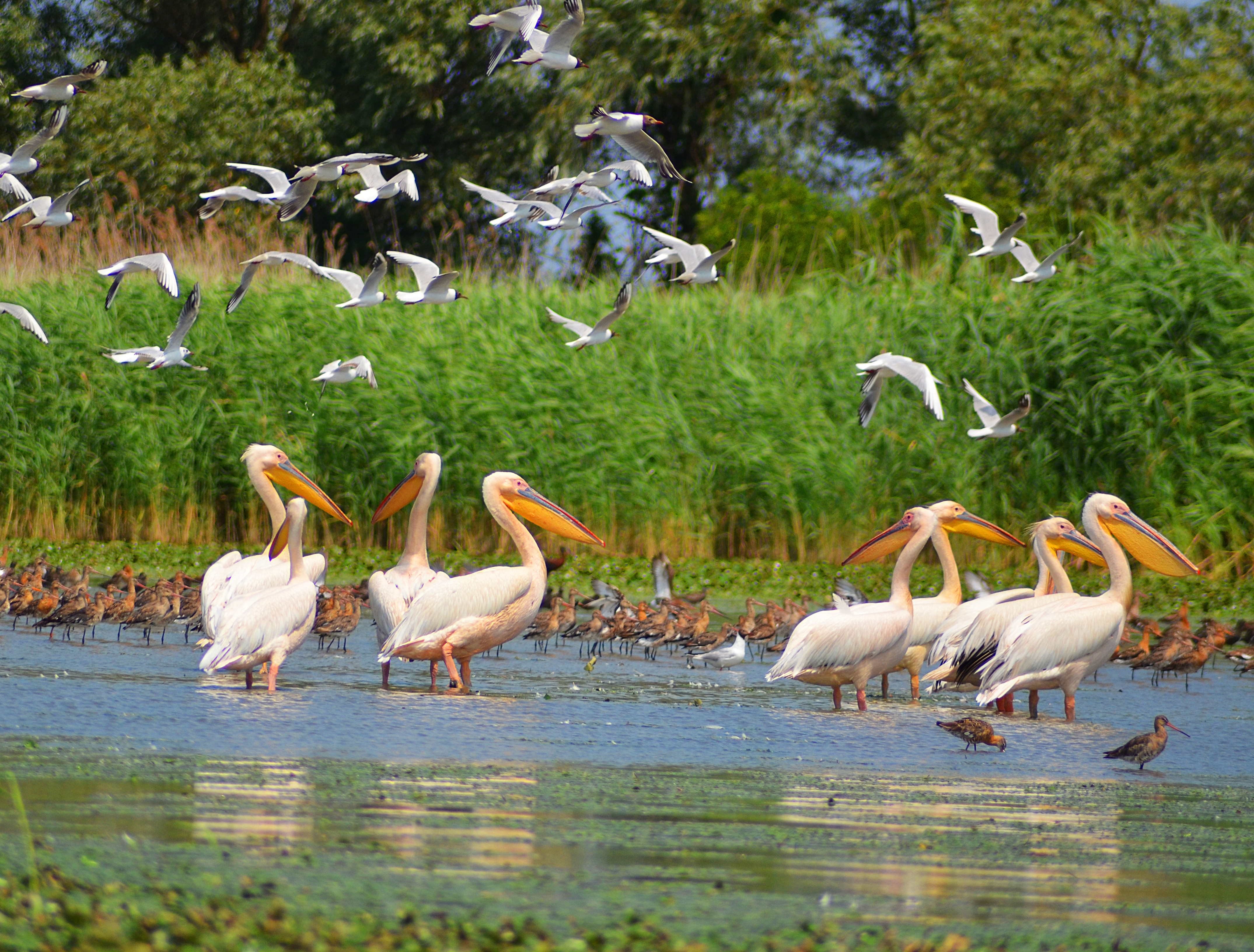
Дунайський біосферний заповідник під час масового гніздування птахів
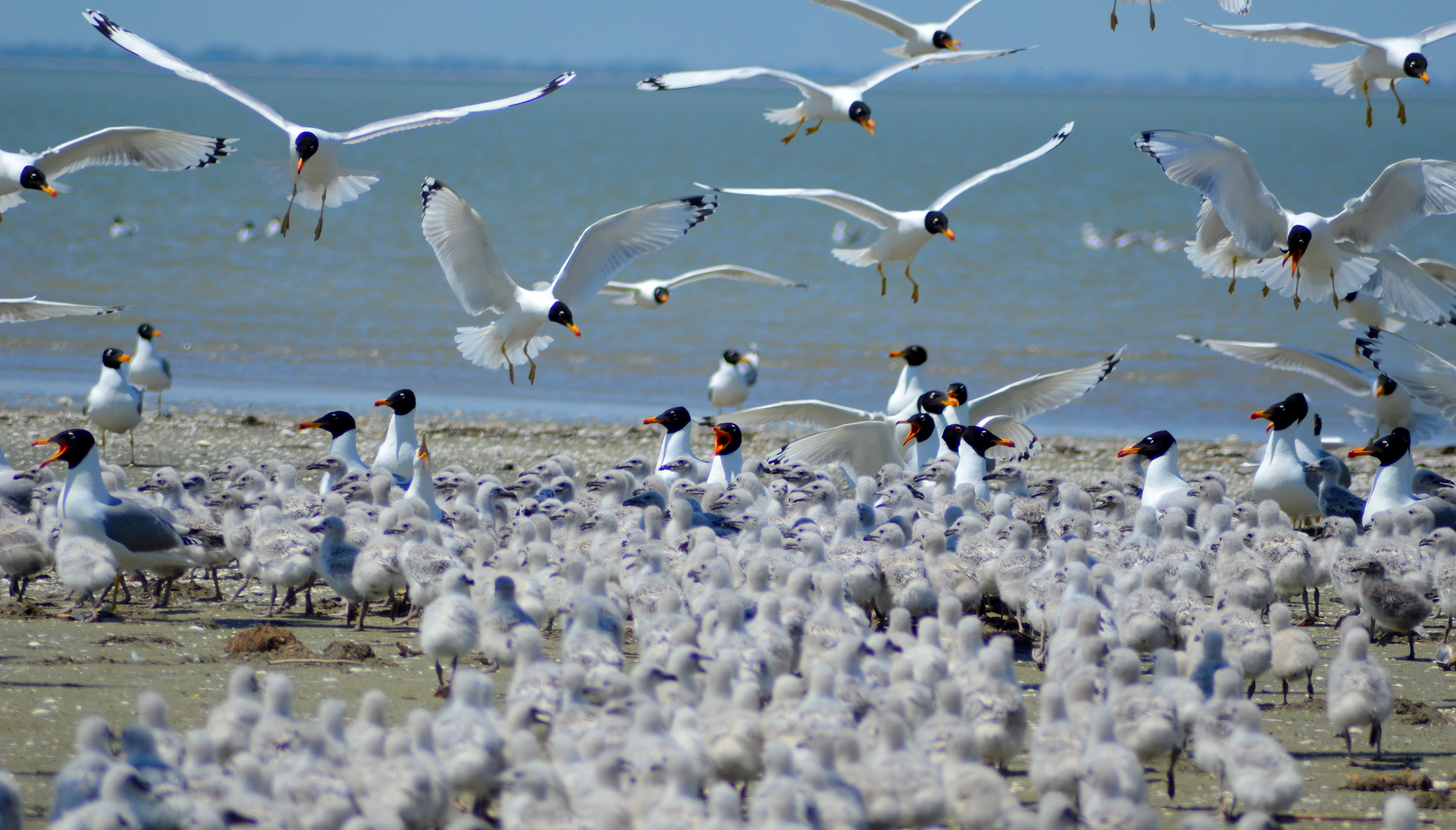
Колонія мартина каспійського на приморських косах